# Monestir de Saint Paul de Mausole
El monestir de Saint Paul de Mausole està situat al municipi francès de Sant Romieg de Provença (Boques del Roine, Provença - Alps - Costa Blava), al sud del centre de la població i prop de l'arc i mausoleu de Glanum.

## Història
Una llegenda ens parla del lloc, abans de la fundació del monestir. Aquest territori fou ocupat per una família de camperols que fugien d'alguna guerra. Paulus, un membre d'aquesta família, estava treballant la terra quan van arribar uns enviats de la diòcesi de Saint-Paul-Trois-Châteaux (Droma, Roine-Alps). Li oferien el lloc del bisbe Torquatus, que havia mort feia poc. Paulus va refusar l'oferta i, mentre clavava a terra la vara que feia servir per guiar els bous, va dir als missatgers que acceptaria el càrrec quan aquella vara florís. Miraculosament, la branca seca va brotar i florir en aquell moment.

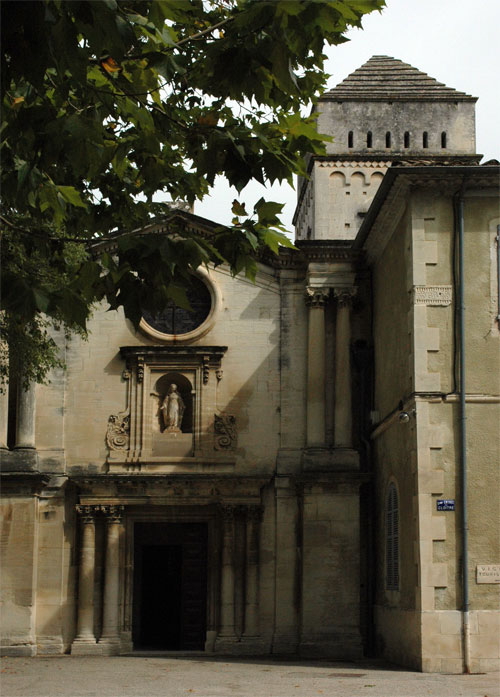
Façana de l'església

Al lloc del miracle es va aixecar un oratori, on es venerava la santa relíquia. De fet la primera notícia d'una església dedicada als sants Pau i Andreu es troba el 982. El monestir es va fundar en aquella església el 1080 i ja portava el nom de Saint Paul de Mausole, sens dubte motivat per la proximitat del mausoleu romà de Glanum.
Es tractava d'una canònica que va tenir activitat entre el 1080 i 1317. Depenia del bisbe d'Avinyò, dependència confirmada el 1155 pel papa Adrià IV. Hom coneix la sèrie de catorze prepòsits que van dirigir la comunitat, des de Reinard fins Guiscard d'Aramon, que fou el darrer. El papa Joan XXII va aprovar la modificació de la casa, que va passar a estar regida per un ardiaca, el primer dels quals fou Guiscard, el darrer prepòsit. Aquesta situació es va mantenir fins al 1605. Els darrers anys el lloc es trobava pràcticament abandonat, amenaçava ruïna i les terres havien estat venudes als habitants de Sant Romieg.

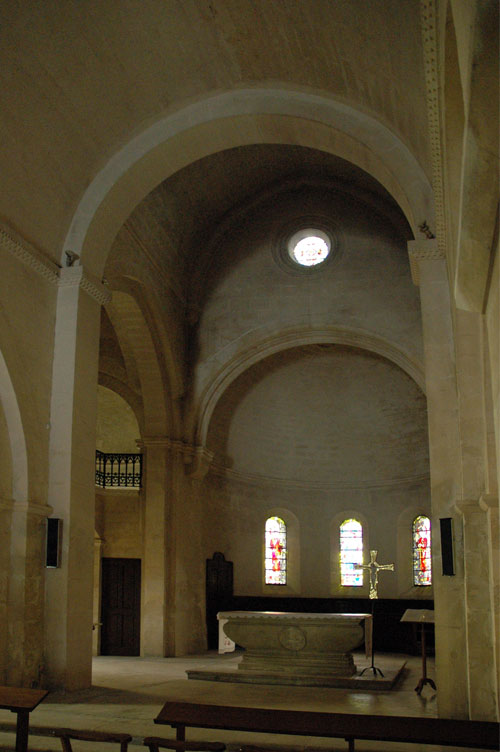
Interior de l'església

En aquella data el lloc fou ocupat per una comunitat de franciscans que malvivien en l'antic monestir. Per ajudar-se econòmicament, aquests acceptaren tenir cura de malalts mentals, el que els va permetre mantenir-se. El 1768 el centre va evitar el seu tancament a causa de tenir cura d'alienats. Durant la revolució el centre fou clausurat i els religiosos fugiren amb els malalts, de fet passaren a tenir cura dels malalts mentals a casa seva, amb les seves famílies. Es va tancar definitivament, com a centre religiós, el 1792.
Poc després Saint Paul de Mausole va tornar a obrir les portes ja com a centre de tractament de malalties mentals, activitat que encara desenvolupa. El lloc és conegut per haver acollit entre els seus murs el pintor Vincent van Gogh, des de maig de 1889 a maig de 1890.

## Les construccions
La part més interessant del complex monàstic està format per l'església, el claustre i el campanar.
L'església actual possiblement es va aixecar entre els segles xi i xii. La façana, però, és del segle xviii. És un edifici de tres naus, amb creuer i tres absis, el central molt més ampli que les absidioles laterals. Les naus secundàries han estat molt modificades.
El claustre és pràcticament quadrat i combina les pilastres i les columnes dobles amb capitells. Aquests tenen una rica decoració que es conserva en relatiu bon estat. Hi ha decoració vegetal i també alguns capitells amb figures.
El campanar és de planta quadrada i presenta exteriorment decoració amb bandes llombardes.

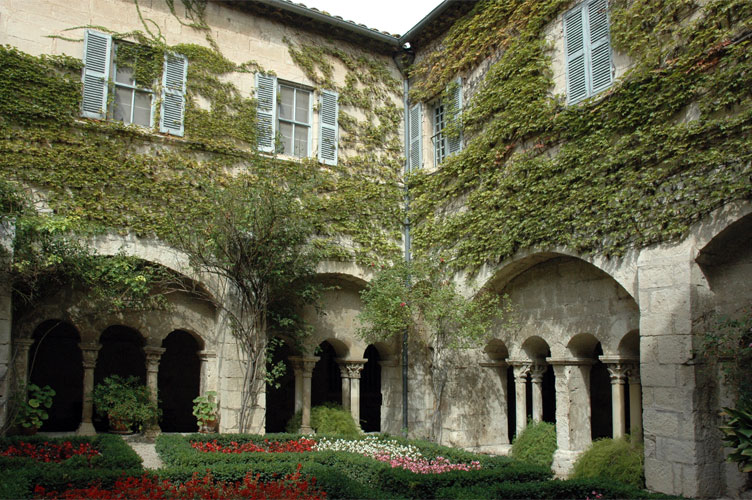
El claustre
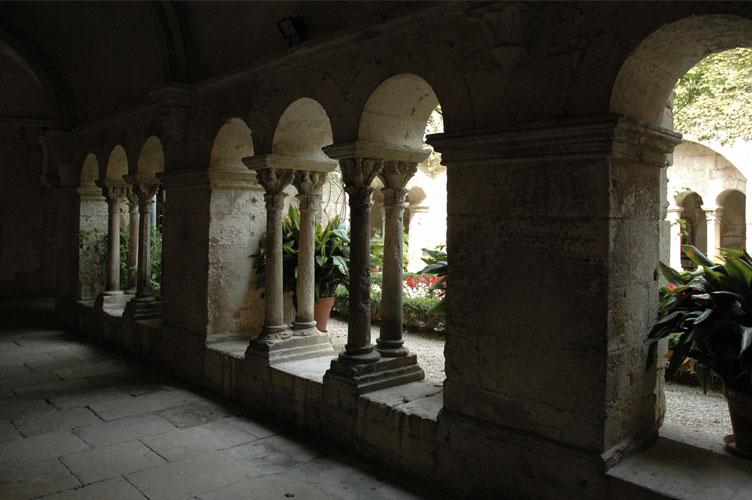
El claustre
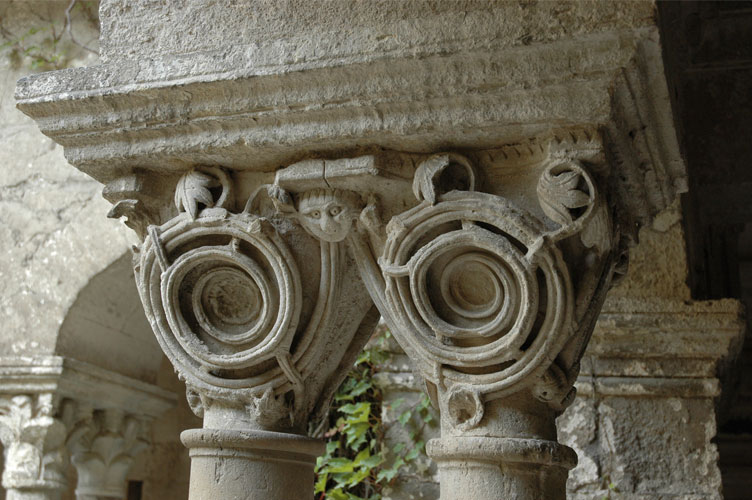
Capitells del claustre
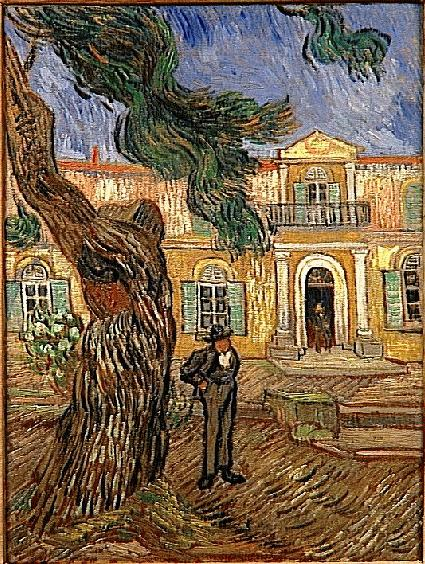
El centre hospitalari pintat per Vincent van Gogh